# مروى العمري
مروى العامري، لاعبة مصارعة تونسية، مواليد 8 كانون الثاني (يناير) 1989 في مدينة تونس. مثّلت تونس (مدينة) في الألعاب الأولمبية الصيفية 2012 في لندن، وفي الألعاب الأولمبية الصيفية 2016 في ريو دي جانيرو وفازت بالميدالية البرونزية في المصارعة الحرة وزن 58 كغم.
في مشاركتها في أولمبياد ريو 2016، فازت على اللاعبة أوم جي-يون في المباريات التأهيلية، ثم خسرت من اللاعبة صوفيا ماتسون بنتيجة 1\8.
كما مثلت مروى تونس في بطولة العالم للمصارعة 2014 وحصلت على ذهبية، وفي ألعاب البحر الأبيض المتوسط 2009 و2013 وحصلت على برونزية في كل دورة.

## قائمة إنجازاتها الدولية
- في الألعاب الأولمبية
  - الميدالية البرونزية في المصارعة الحرة (58 كغم) في الألعاب الأولمبية الصيفية 2016
  - الألعاب الأولمبية الصيفية 2012 فئة 55 كغم سيدات - حرة (55 كغم)
- بطولة العالم للمصارعة
  - الميدالية الذهبية في المصارعة الحرة وزن (55 كغم) في 2014[4] · [5]
- ألعاب البحر الأبيض المتوسط
  - الميدالية البرونزية في المصارعة الحرة وزن (55 كغم) في ألعاب البحر الأبيض المتوسط 2009
  - الميدالية البرونزية في المصارعة الحرة وزن (55 كغم) في ألعاب البحر الأبيض المتوسط 2013

## مشاركتها الأولمبية 2016
| اللاعبة      | المسابقة                  | التأهيل       | دور الـ 16                      | الدور ربع النهائي | الدور نصف النهائي | تأهّل تلقائي 1 | تأهّل تلقائي 2                         | النهائي/ BM                           | النهائي/ BM |
| اللاعبة      | المسابقة                  | الخصم النتيجة | الخصم النتيجة                   | الخصم النتيجة     | الخصم النتيجة     | الخصم النتيجة | الخصم النتيجة                         | الخصم النتيجة                         | المركز      |
| ------------ | ------------------------- | ------------- | ------------------------------- | ----------------- | ----------------- | ------------- | ------------------------------------- | ------------------------------------- | ----------- |
| مروى العامري | المصارعة الحرة وزن 58 كغم | Bye           | كاوري إيكو · اليابان · L 0–4 ST | لم تتأهل          | لم تتأهل          | Bye           | إليف جيلي يشليرماك · تركيا · W 3–1 PP | يوليا راتكيفيتش · أذربيجان · W 3–1 PP | الثالث      |